# Burçin
Burçin (gesprochen: Burtschin) ist ein türkischer weiblicher Vorname mit der Bedeutung „Hirschkuh“.

## Namensträgerinnen
- Burçin Abdullah (* 1987), türkische Schauspielerin
- Burçin Orhon (* 1962), türkische Schauspielerin und Tänzerin